# منتخب اليابان تحت 17 سنة لكرة القدم للسيدات
منتخب اليابان تحت 17 سنة للسيدات لكرة القدم (باليابانية: U-17サッカー日本女子代表) هو ممثل اليابان الرسمي في المنافسات الدولية في كرة القدم في فئة كرة قدم تحت 17 سنة للسيدات، يديريه اتحاد اليابان لكرة القدم.